# Brauerei Strauß

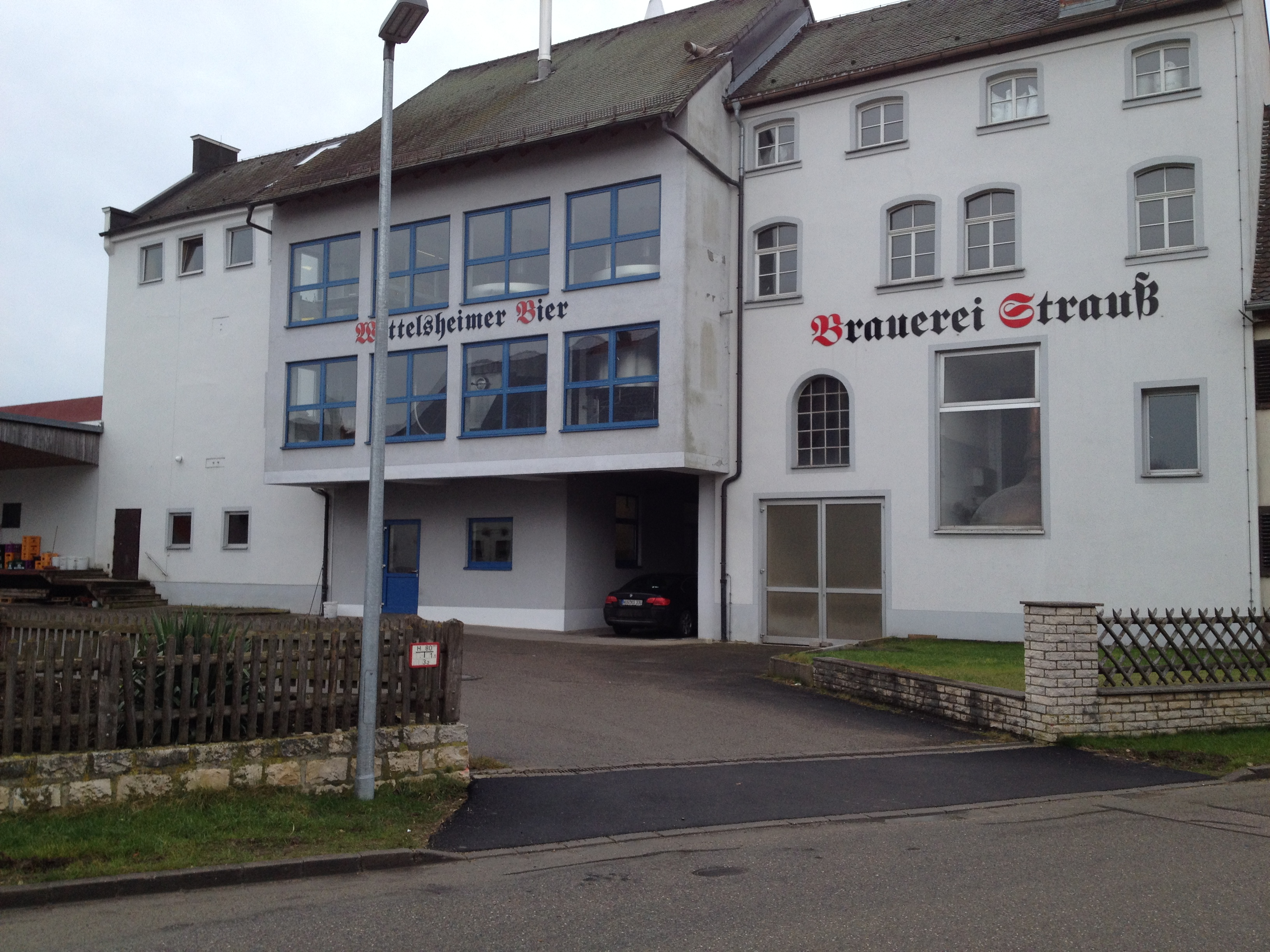
Brauerei Strauß – rechts der ältere Kessel, in der Mitte die neuen Kessel

Die Brauerei Strauß in Wettelsheim, einem Gemeindeteil von Treuchtlingen im mittelfränkischen Landkreis Weißenburg-Gunzenhausen, geht auf eine Versteigerung der Regierung in Ansbach im Jahre 1797 zurück. Bei dieser Versteigerung wurde für die Ortschaft Wettelsheim die Brau- und Branntweinkonzession versteigert. Der Wettelsheimer Bauer Nikolaus Erdinger (1768–1845) ersteigerte die Konzession für 4700 Gulden. Die Brauerei ist heute An der Rohrach 17–19 in Wettelsheim beheimatet.

## Geschichte der Brauerei Strauß
Nikolaus Erdinger baute in den Jahren 1780 und 1781 eine Brauerei mit Gastwirtschaft. Nach gut zwanzig Jahren geriet diese Brauerei in Konkurs. Die Bierbrauerstochter Elisabeth Stöhr aus Bubenheim ersteigerte 1820 das Anwesen und die Braurechte bzw. 1821 1824 heiratete Elisabeth Stöhr den Wettelsheimer Bierbrauer Johann Georg Gempel, mit dem sie die Brauerei betrieb. Nach dessen Tod heiratete Elisabeth 1845 Johann Georg Ranzenberger, der nach ihrem Tod die Braustätte weiterführte. Dieser geriet in Geldnöte, so dass 1874 der aus Indernbuch stammende Stiefbruder und Braumeister Johann Michael Strauß (1830–1902) das ganze Anwesen erwarb. Seit diesem Zeitpunkt ist die Brauerei im Besitz der Familie Strauß. 1893 übernahm der Braumeister Karl Strauß (1859–1934) die Brauerei von seinem Vater. Er heiratete Margarete Hörlein, die aus der Weimersheimer Brauerei stammte. In den Folgejahren wurde das Brauhaus vergrößert und modernisiert. 1927 übernahm der Sohn Karl (1896–1963) die Brauerei, die nach seinem Tod 1963 seine Witwe weiterführte, bis 1968 der heutige Besitzer Karl Strauß den Betrieb übernahm. Das Fassbier ist in selbst gepichten Holzfässern erhältlich.

## Sommerkeller
Mit der Einführung des „Braunen Bieres“ wurden sogenannte Sommerkeller zur Lagerung des Bieres notwendig. Daher begründete Johann Georg Ranzenberger in der Mitte des 19. Jahrhunderts einen Sommerkeller am sogenannten Rappenbuck zwischen Wettelsheim und Treuchtlingen, welcher heute noch als Wettelsheimer Keller existiert. 1893 ließ Johann Michael Strauß am Keller ein Sommerhaus errichten. Der Sommerkeller hat rund 1.200 Sitzplätze.

## Sonstiges
Die Brauerei ist Mitglied im Brauring, einer Kooperationsgesellschaft privater Brauereien aus Deutschland, Österreich und der Schweiz.